# Марутян Седа Аршаківна
Седа Аршаківна Марутя́н (21 лютого 1925, Єреван) — радянський вчений в галузі біохімії і фізіології винограду. Доктор біологічних наук з 1976 року.

## Біографія
Народилачя 21 лютого 1925 року в Єревані. Член ВКП(б) з 1945 року. 1946 року закінчила факультет виноградарства Вірменського сільськогосподарського інституту, 1950 року — аспірантуру. У 1960—1962 роках — старший науковий співробітник, а з 1963 року — завідувач лабораторії біохімії Вірменського науково-дослідного інституту виноградарства, виноробства та плодівництва.

## Наукова діяльність
Вченою розроблені біохімічні методи діагностики і оцінки морозостійкості гібридів винограду на ранніх стадіях їх розвитку; вплив доз простих і комплексних добрив на біохімічні процеси; питання вікової біохімії та інше.
Автор понад 100 наукових робіт, в тому числі однієї монографії. Науково-теоретичні узагальнення та методичне розробки вченої увійшли в підручники з хімії вина, в 12-томник «Фізіологія сільськогосподарських рослин» (т. 9, Москва), в 3-томник «Фізіологія винограду і основи його обробітку» (Софія, 1981—1983). Серед робіт:
- Биохимические аспекты формирования и диагностики морозоустойчивости виноградного растения. — Ереван, 1978.